# Alexander Nevskijs kapell, Rzjev
Alexander Nevskijs kapell (ryska: Часовня Александра Невского; translitteration: Chasovnja Aleksandra Nevskogo) är ett ryskt-ortodoxt minneskapell beläget i staden Rzjev, i Tver oblast, i västra Ryssland.
Kapellet är helgat åt det ryska helgonet Alexander Nevskij. Det är också helgat åt soldaterna som stupade vid slaget vid Rzjev (1942–1943).
Kapellet tillhör Rzjevs stift i Rysk-ortodoxa kyrkan.

## Historik
Diskussionen om att bygga Alexander Nevskijs kapell i Rzjev uppstod år 2001.
Kapellet började byggas 2002 och invigdes 9 maj samma år.

## Kapellet
Kapellet är gjort av vit sten och byggt i traditionell rysk stil.